# Petronela z Troyes
Petronela z Troyes (ur. w 1300 r. w Troyes; zm. 1 maja 1355 r.) – francuska klaryska, błogosławiona Kościoła katolickiego.

## Życiorys
Urodziła się w rodzinie hrabiowskiej. Wstąpiła do klarysek, potem wybrano ją na przełożoną klasztoru. Szczególnie pomagała biednym i chorym. Zmarła w wieku 55 lat. Papież Pius IX potwierdził jej kult jako błogosławionej w 1854 r.